# Тілопо чорнокрилий
Тілопо чорнокрилий (Ptilinopus cinctus) — вид голубоподібних птахів родини голубових (Columbidae). Мешкає на Балі, Тиморі та на інших Малих Зондських островах.

## Опис
Довжина птаха становить 38-44 см, вага 450-570 г. Виду не притаманний статевий диморфізм. Голова, шия і верхня частина грудей білі, у деяких підвидів груди можуть мати сіруватий або жовтуватий відтінок. Спина і крила чорні. Надхвістя сіре, хвіст чорний, на кінці хвоста широка сіра смуга. Гузка темно-оливково-зелена. Груди відділені від оливково-жовтого живота широкою чорною смугою.

## Підвиди
Виділяють шість підвидів:
- P. c. baliensis Hartert, E, 1896 — острів Балі;
- P. c. albocinctus Wallace, 1864 — острови Ломбок, Сумбава і Флорес;
- P. c. everetti Rothschild, 1898 — острови Пантар[en] і Алор[en];
- P. c. cinctus (Temminck, 1809) — острови Тимор, Ветар і Романґ[en];
- P. c. lettiensis Schlegel, 1871 — острови Леті[en], Моа[en], Луанґ[de], Сермата[de] і Теун[de];
- P. c. ottonis Hartert, E, 1904 — острови Дамар[en], Бабар[en] і Ніла[de].

## Поширення і екологія
Чорнокрилі тілопо живуть у рівнинних і гірських вологих тропічних лісах. Зустрічаються на висоті до 1500 м над рівнем моря. Віддають перевагу гірським схилам і первинним тропічним лісам. 

## Поведінка
Чорнокрилі тілопо живуть поодинці або невеликими зграйками, не приєднуються до змішаних зграй птахів. Живляться переважно плодами і ягодами, яких шукають на деревах. Рідко спускаються на землю. Гніздо являє собою відкриту платформу, зроблену з гілок. В кладці 1 яйце.